# LS 1–5
Die Lokomotiven LS 1–5 waren Tenderlokomotiven der Achsfolge C, die von Borsig für die Kleinbahn Lüneburg–Soltau gebaut wurden.
Eine Lokomotive kam 1927 zur Prignitzer Eisenbahn (PE) und erhielt die Betriebsnummer 3II. Mit deren Verstaatlichung 1941 wurde sie in den Bestand der Deutschen Reichsbahn (DR) mit der neuen Betriebsnummer 89 921 übernommen. Sie wurde 1947 an eine Privatfirma verkauft, woraufhin sich ihre Spur verliert.
Die anderen Lokomotiven kamen 1944 durch Fusion zu den Osthannoverschen Eisenbahnen und wurden als OHE 89 136–139 eingereiht. Diese Loks waren bis 1960 im Einsatz und wurden dann ausgemustert sowie verschrottet.

## Geschichte und Einsatz

### Kleinbahn Lüneburg–Soltau
Die Lokomotiven wurden zur Eröffnung der Kleinbahn 1913 über eine Firma aus Hannover erworben und als LS 1–5 bezeichnet. Eingesetzt waren die Loks im Güter- und Personenverkehr.
Von 1925 bis 1930 wurde die LS 3 an die Kleinbahn Gittelde-Bad Grund verliehen. Die LS 5 wurde vor 1927 an die Prignitzer Eisenbahnen verkauft. Die anderen Lokomotiven blieben bei der Kleinbahn und wurden bei deren Fusion 1944 zu den Osthannoverschen Eisenbahnen in deren Nummernsystem übernommen.

### Prignitzer Eisenbahn
1927 wurde die ehemalige LS 5 von Borsig auf Heißdampf umgebaut. Durch den Umbau konnte die Leistung gesteigert und der Verbrauch minimiert werden. Sie erhielt die Betriebsnummer PE 3II.

### Deutsche Reichsbahn (1920–1945)
1941 wurde die Prignitzer Eisenbahn verstaatlicht und der Lokpark in den der Deutschen Reichsbahn integriert. Dabei erhielt die PE 3II die Betriebsnummer 89 921. Nach dem Zweiten Weltkrieg wurde sie 1947 an die Grube Theodor in Bitterfeld als Werklokomotive abgegeben. Ihr weiterer Verbleib ist nicht bekannt.

### Osthannoverische Eisenbahn
Die durch die Fusion 1944 übernommenen Lokomotiven bekamen die Betriebsnummern 89 136–139 bezeichnet und wurden normalerweise auf der Strecke Lüneburg–Soltau eingesetzt. Bis 1960 sind alle Lokomotiven ausgemustert worden.

## Technische Merkmale

### Ursprungsausführung
Die Lokomotiven besaßen einen genieteten Blechrahmen. Der vordere Teil des Rahmens wurde zusätzlich als Wasserbehälter verwendet. Die Radsätze waren fest im Rahmen gelagert und wurden mit Blattfedern abgefedert. Die Federn des ersten sowie des zweiten Radsatzes waren mittels Ausgleichhebel miteinander verbunden und lagen oberhalb, beim dritten Radsatz unterhalb der Achslager. Da keine seitliche Wasserkästen vorhanden waren, hatte der Lokführer eine gute Streckensicht.
Der Kessel war ebenfalls in Nietkonstruktion entstanden. Der Langkessel bestand aus zwei Schüssen. Auf dem ersten Schuss saß der Dampfdom mit dem Ventilregler, auf dem zweiten der Sandkasten. Die Stehbolzen und die Feuerbüchse im Stehkessel waren aus Kupfer gefertigt. Auf dem Stehkesselscheitel waren am Führerhaus zwei Sicherheitsventile der Bauart Ramsbotton platziert. Gespeist wurde der Kessel von einer Kolbenspeisepumpe und einer Strahlpumpe.
Ursprünglich besaßen die Lokomotiven ein Zweizylinder-Nassdampf-Triebwerk mit außenliegenden, waagerecht angeordneten Zylindern, Heusinger-Steuerung und Flachschieber besaßen. Der Kreuzkopf wurde einschienig auf der Gleitbahn geführt, es wurde der zweite Kuppelradsatz angetrieben. Alle Stangenlager waren durch Stellkeile nachstellbar. Auf jedem Zylinder waren selbsttätig wirkende Druckausgleicher vorhanden.
Sie waren mit einer indirekten Bremse von Knorr und einer Wurfhebelbremse ausgestattet. Die dafür benötigte Druckluft wurde von einem zweistufen Luftpresser erzeugt, der rechts neben der Rauchkammer saß. Gebremst wurde der zweite sowie der dritte Radsatz einseitig von vorn.
Durch den handbetätigten Sandstreuer wurde der Treibradsatz von vorn und hinten gesandet. Alle unter Dampf führenden Teile wurden durch eine Ölpumpe von Bosch geschmiert. Als Signaleinrichtung besaßen die Loks ein Dampfläutewerk Bauart Latowski hinter dem Schornstein sowie eine auf dem Führerhaus montierte Dampfpfeife. Als Beleuchtung war eine Petroleumbeleuchtung vorhanden, bei der OHE wurde diese durch eine elektrische Beleuchtung ersetzt. Der Turbogenerator saß an der Rauchkammer rechts neben dem Schornstein.

### Umbau PE
Beim Umbau der Lok der PE auf Heißdampfbetrieb mussten die vorhandenen Rohre wesentlich geändert werden. Außer der entsprenden Anzahl Rauchrohre musste der Kessel zusätzlich mit einem Überhitzer Bauart Schmidt bestückt werden. Der Reglerzug und das Reglerdampfrohr wurden durch den Kessel zur Rauchkammerrohrwand geführt, wo der Dampfsammelkasten angebracht war.
Beim Umbau wurde der Zylinderdurchmesser vergrößert und die Steuerung auf Kolbenschieber umgebaut. Durch den Umbau stieg das Gewicht der Lokomotiven. Die Sicherheitsventile wurden gegen solche der Bauart Pop getauscht.